# Округ Туника (Мисисипи)
Туника (енгл. Tunica County) је округ у америчкој савезној држави Мисисипи.

## Демографија
По попису из 2010. године број становника је 10.778, што је 1.551 (16,8%) становника више него 2000. године.
| Група             | 2000.         | 2010.         |
| Белци             | 2.482 (26,9%) | 2.486 (23,1%) |
| Афроамериканци    | 6.473 (70,2%) | 7.918 (73,5%) |
| Азијати           | 39 (0,4%)     | 61 (0,6%)     |
| Хиспаноамериканци | 233 (2,5%)    | 245 (2,3%)    |
| Укупно            | 9.227         | 10.778        |